# Langloisia setosissima
Langloisia setosissima là một loài thực vật có hoa trong họ Polemoniaceae. Loài này được (Torr. & A. Gray) Greene mô tả khoa học đầu tiên năm 1896.

## Hình ảnh

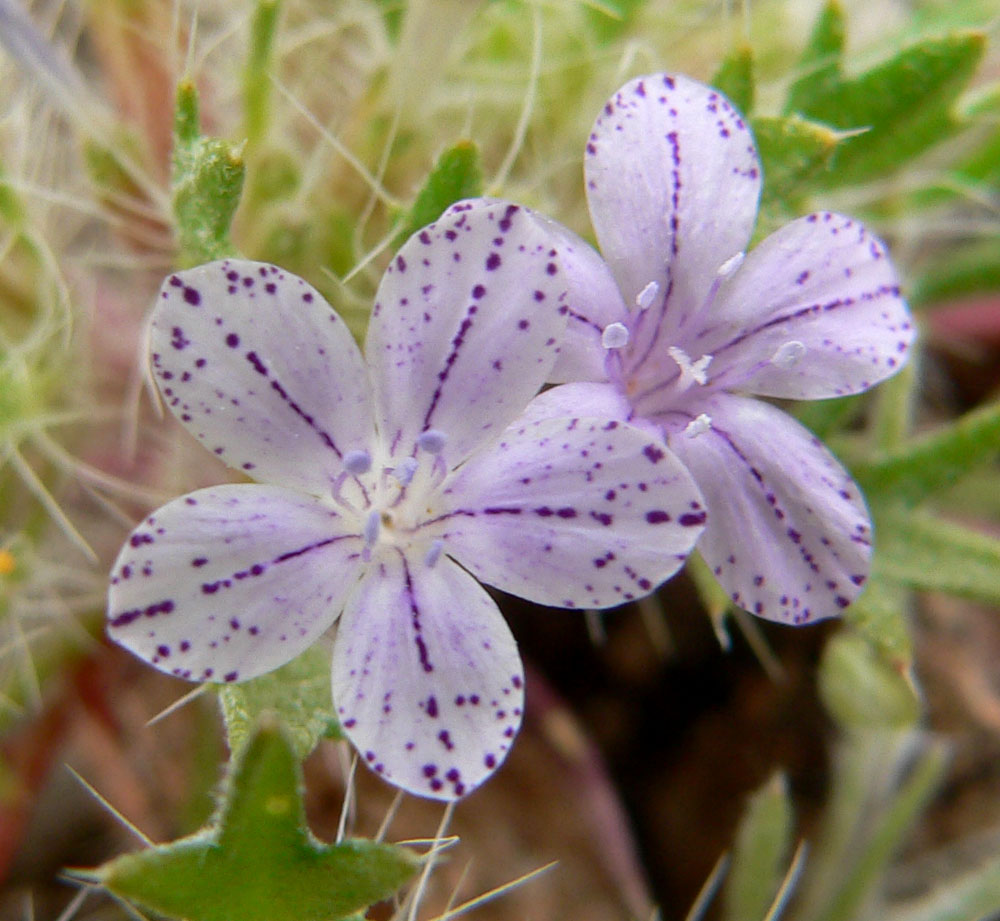
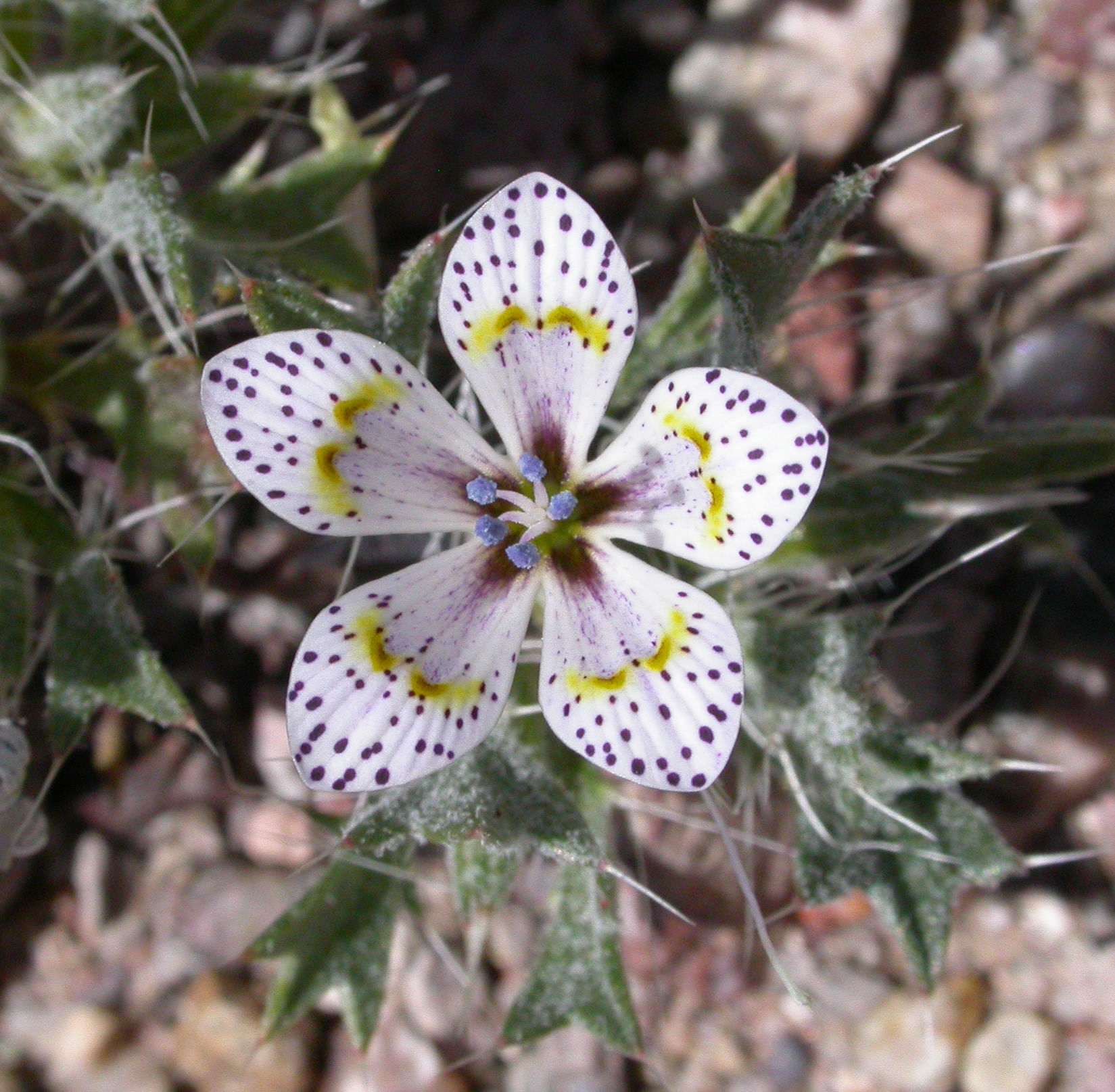
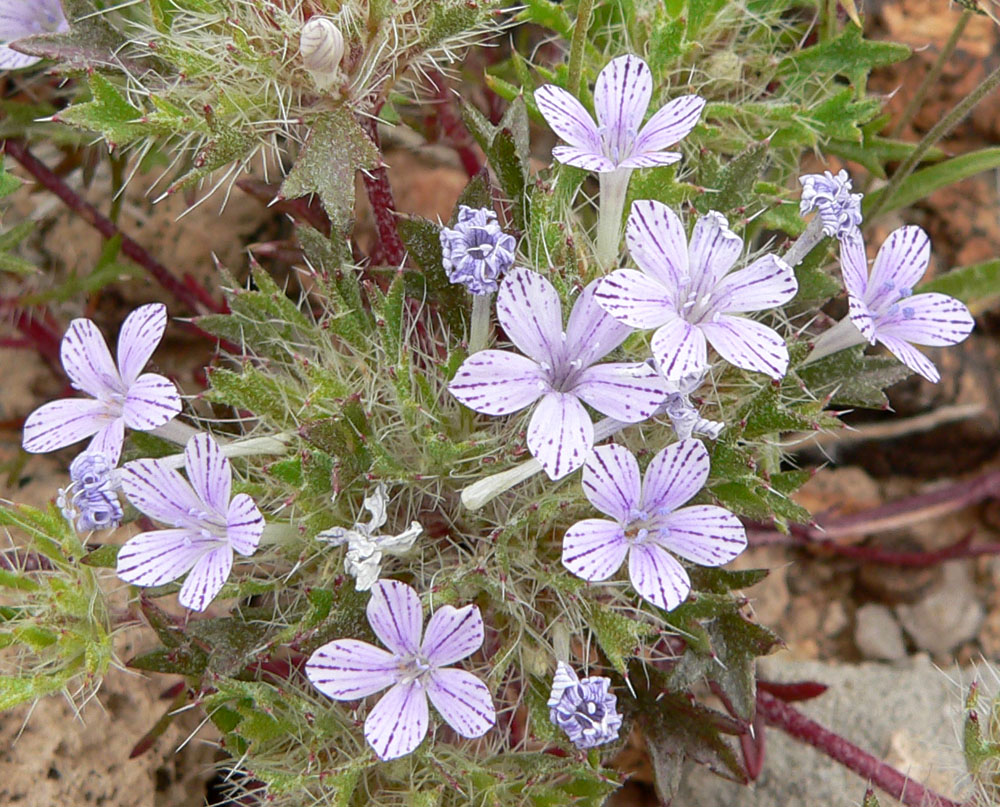
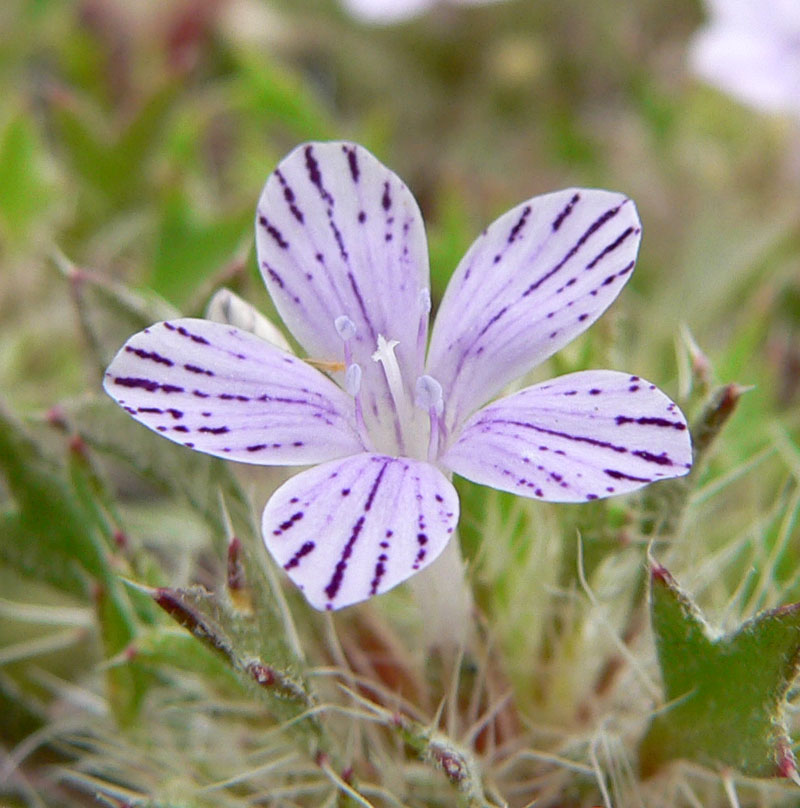